# Nomingia
Nomingia is een geslacht van theropode dinosauriërs, behorend tot de groep van de Oviraptorosauria, dat tijdens het late Krijt leefde in het gebied van het huidige Mongolië. De enige bekende soort is typesoort Nomingia gobiensis.

## Vondst en naamgeving
In 1994 werd door een Mongools-Japanse expeditie bij in de Boegien Tsav-lagen een fossiel gevonden van een kleine theropode. De vondst werd in 1999 gemeld door Christopher Sloan in het National Geographic Magazine en in 2000 door Rinchen Barsbold in een lijst van fossiele vondsten. In de loop van hetzelfde jaar werd de soort benoemd en beschreven door Barsbold, Halszka Osmólska, Mahito Watabe, Philip Currie en Khishigjaw Tsogtbaatar. De geslachtsnaam is afgeleid van het Mongools nomin, "lazuriet", een verwijzing naar de blauwe rotsen van de Nomingiin Gobi. De soortaanduiding verwijst naar de Gobiwoestijn. Eerder was overwogen het dier "Nomingia brevicaudia", de "kortstaart" te noemen.
Het holotype, GIN 100/119, is gevonden in strata van de Nemegt Svita die wellicht dateren uit het vroege Maastrichtien. Het bestaat uit een gedeeltelijk skelet zonder schedel. Bewaard zijn gebleven: drie halswervels, tien ruggenwervels, tien stukken rib, zeven buikribben, vijf sacrale wervels, vierentwintig staartwervels, vijftien chevrons, het complete bekken, een dijbeen en beide onderbenen zonder de voeten. Het skelet is van een onvolwassen individu. In 2002 is verder specimen PJC.2001.5, een vergroeide staartpunt, aan de soort toegewezen. In 2013 werd nog een pygostyle toegewezen, specimen MPC-D 102/5.
In 2021 stelde een studie dat Nomingia een jonger synoniem is van Elmisaurus rarus.

## Beschrijving
Nomingia is een middelgrote oviraptorosauriër met een geschatte lengte van 1,8 meter. Gregory S. Paul gaf in 2010 een iets lagere lengte van 1,7 meter en een gewicht van twintig kilogram. Een van de meest opvallende kenmerken is dat de laatste vijf staartwervels zijn vergroeid tot een puntig, kort en stijf os pygostyle. De beennaden zijn nog zichtbaar en de laatste twee staartwervels zijn extreem verkort. Gegeven het feit dat Nomingia hoogstwaarschijnlijk warmbloedig en bevederd was, heeft dit de vraag opgeroepen of dit staartuiteinde voorzien was van lange slagpennen of zelfs een, al dan niet opzetbare, waaier van veren. Volgens de beschrijvers was dit de eerste keer dat dit kenmerk buiten de vogels werd aangetroffen. Het is echter de vraag bij welke mate van vergroeiing men van een pygostyle kan spreken en verder in hoeverre dit kenmerk homoloog is aan de toestand bij de vogels.

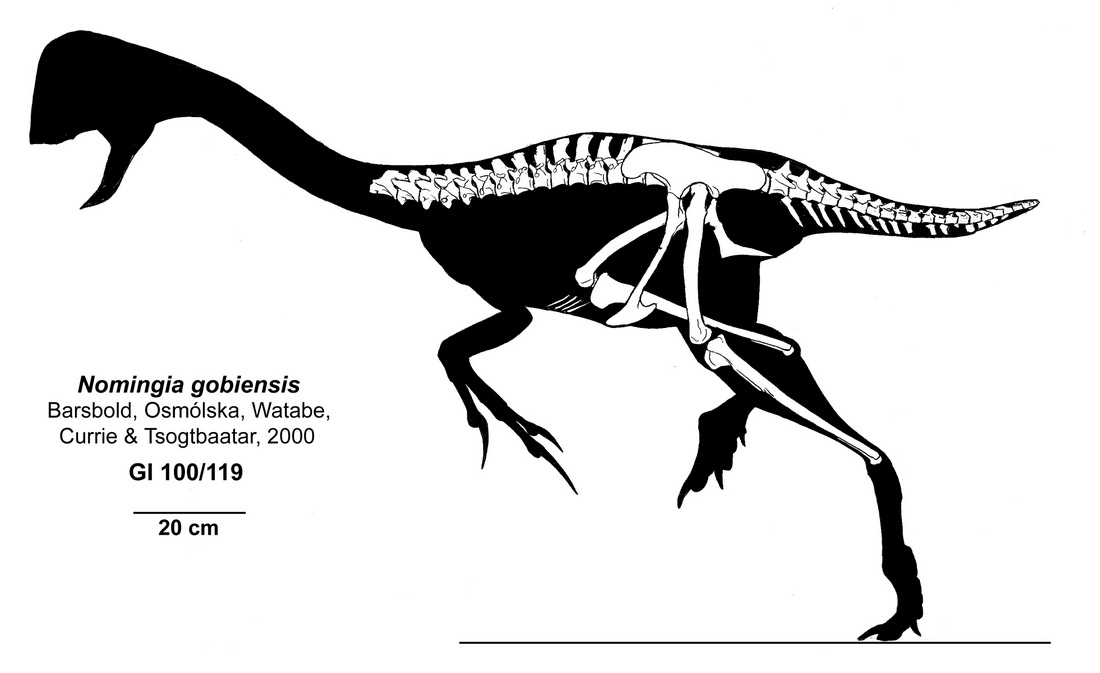
Een restauratie van het holotype door Jaime Headden

De beschrijvers wisten enkele onderscheidende kenmerken vast te stellen: de bovengenoemde pygostyle; een sacrum bestaande uit zeven vergroeide sacrale wervels; de aanwezigheid van zijdelingse uithollingen, pleurocoelen, in de voorste staartwervels; een uitsteeksel op de middelste bovenkant van het zitbeen; een opvallende kam onder op het dijbeen als raakpunt met het scheenbeen.
De halswervels hebben korte doornuitsteeksels en aan de zijkanten een uitholling, pleurocoel. De voorlaatste en laatste halswervel hebben een kiel aan de onderzijde, de laatste ook een hypapofyse, een naar voren gericht uitsteeksel aan de onderkant. De ruggenwervels hebben ook pleurocoelen, hun doornuitsteeksels worden naar achteren toe langzaam hoger. De voorste twee hebben nog een hypapofyse, de volgende vijf nog een kiel; de verdere zijn vlak van onderen. De negende ruggenwervel heeft al een zijuitsteeksel dat het voorblad van het darmbeen raakt; het tiende is vergroeid met het sacrum terwijl zijn doornuitsteeksel dat van de eerste sacrale wervel raakt maar werd zelf door de beschrijvers niet als een sacrale wervel aangemerkt omdat hij niet vergroeid is met het darmbeen. De eerste staartwervel is ook vergroeid met het sacrum. Naar achteren toe nemen de staartwervels snel in lengte af. De eerste tien hebben nog pleurocoelen, de eerste zestien doornuitsteeksels, de eerste zeventien chevrons en de eerste achttien zijuitsteeksels. Al voor de pygostyle begint de staart vergroeiingen en verstijvingen te vertonen. Vanaf de veertiende wervel beginnen de twee postzygoapofysen, die de gewrichtsvlakken vormen aan de bovenste achterkant van de wervel, te versmelten tot een enkele richel op de middenlijn. De prezygoapofysen, de overeenkomende elementen aan de voorkant van de wervel, beginnen vanaf de vijftiende wervel te verlengen en vergroeien met de postzygoapofysen vanaf de achttiende wervel.

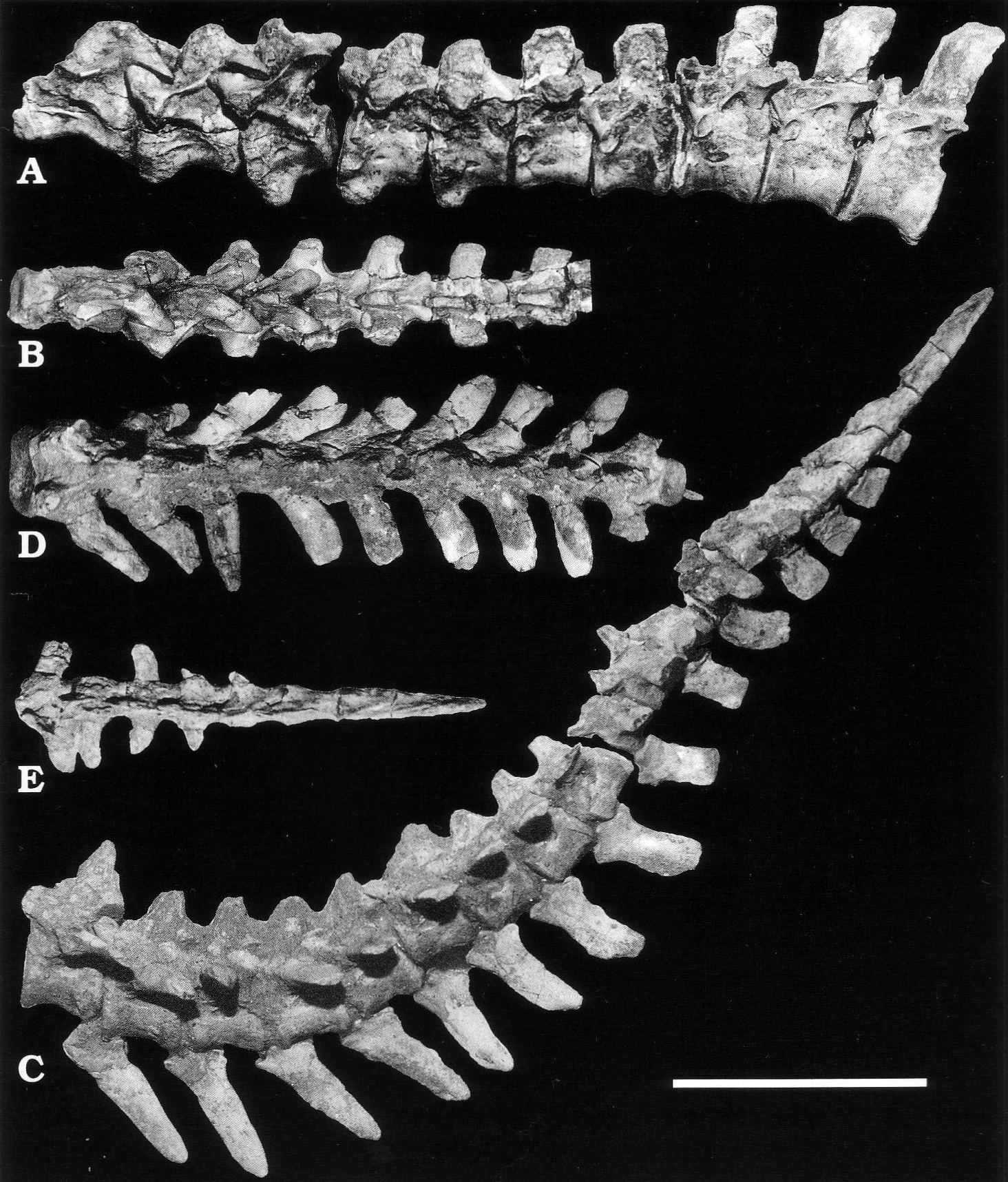
Wervels van de rug en staart

Het schaambeen is iets naar voren gericht onder een hoek van 20°. De voorrand van zijn schacht is licht hol. Het schaambeen is bovenaan glad, zonder openingen of uitsteeksels. Onderaan zijn de uitsteeksels van het verbrede uiteinde, de processus lateralis ossis pubis, puntig; de voorste is groter dan de achterste. Beide schaambeenderen zijn voor hun onderste helft aan elkaar gegroeid. Het voorblad van het darmbeen is vergroot en heeft schuin onderaan een stompe punt. Het voorblad heeft een bol bovenprofiel. Het achterblad, een achtste korter, is bovenaan recht, uitlopend in een ronde punt. Het voorblad heeft een ondiepe, langwerpige fossa preacetabularis, de aanhechtingsgroeve voor een spier, de Musculus puboischiofemoralis internus. Boven het heupgewricht is er geen verticale richel, ofwel crista supracetabularis op het darmbeen. De groeve aan de interne, van de wervelkolom afgerichte, zijde van de binnenkant, als aanhechting voor een staartspier, de Musculus caudofemoralis brevis, is kort. Beide darmbeenderen raken elkaar haast op de doornuitsteeksels van de sacrale wervels. De aanhangsels voor het schaambeen en het zitbeen zijn even lang. Het zitbeen heeft 60 % van de lengte van het schaambeen. Halverwege de schacht is er een driehoekig uitsteeksel, de processus obturatorius.
De dijbeenkop die met een licht vernauwde hals met de schacht verbonden is, is gescheiden van de trochanter major. Die is weer door een ondiepe groeve gescheiden van de trochanter minor, die er wel vrijwel in overloopt. Een vierde trochanter ontbreekt. Het kuitbeen, aan de bovenste binnenkant wat hol, loopt door tot het calcaneum dat niet versmolten is met het sprongbeen; deze astragalus heeft een bovenste uitsteeksel dat 20 % van de schacht van het scheenbeen beslaat. Het sprongbeen reikt tot aan de buitenrand van de enkel.

## Fylogenie
De positie van Nomingia in de evolutionaire stamboom is lastig te bepalen geweest. Barbold e.a. zagen ervan af om de soort officieel nader te determineren dan een algemeen Oviraptorosauria. Wel achtten ze het waarschijnlijk dat hij tot de Caenagnathidae behoorde. Sommige kladistische exacte analyses hebben dit inderdaad bevestigd maar soms ook zulke tegengestelde uitkomsten gehad als basaal in de Oviraptorosauria en nog buiten de Caenagnathoidea of juist in een zeer afgeleide positie in de Oviraptoridae.
Osmólksa heeft de pygostyle gebruikt als een argument voor de hypothese dat de oviraptorosauriërs vogels zijn, die het vermogen tot vliegen weer hebben verloren. Het zou dan in feite gaan om een groep zeer basale Pygostylia wat meteen de tendens tot het verliezen van de tanden zou verklaren.